# Rãnh Podtatrzański
Podtatrzański Trench (Ba Lan: Row Podtatrzański; Slovakia: Podtatranská brázda) (514,14) - một tiểu vùng nằm dưới dãy núi Tatra, một phần của vùng Podhale-Magura. Rãnh phân chia dãy núi Choč và Tatra từ cao nguyên Spisko-Gubałowski.
Vùng này nằm trong khoảng từ 700 đến 1000 mét trên mực nước biển, được hình thành từ các phiến đá cẩm thạch từ thế Eocene (Podhalański Flysch). Tại Ba Lan, khu vực này có tổng chiều dài 20 km và tổng diện tích bề mặt là 130   km². Các thung lũng trong khu vực nghiêng về phía bắc, được bao phủ bởi các quạt phù sa- lớp trầm tích hình tam giác, được hình thành thông qua dòng chảy trên sông. Thung lũng Zakopane có ba lớp sỏi đất phủ trên cùng từ ba thời kỳ băng hà riêng biệt. Phần phía tây và biên giới phía đông của rãnh Podtatrzański có rừng. Các suối chính chảy qua thung lũng là Czarny Dunajec, cũng như Zakopianka và Poroniec (có nguồn gốc từ Biały Dunajec).
Vùng này được đặc trưng bởi các khu vực định cư của Zakopane, cũng như Kościelisko, Małe Ciche và Murzasichle. 

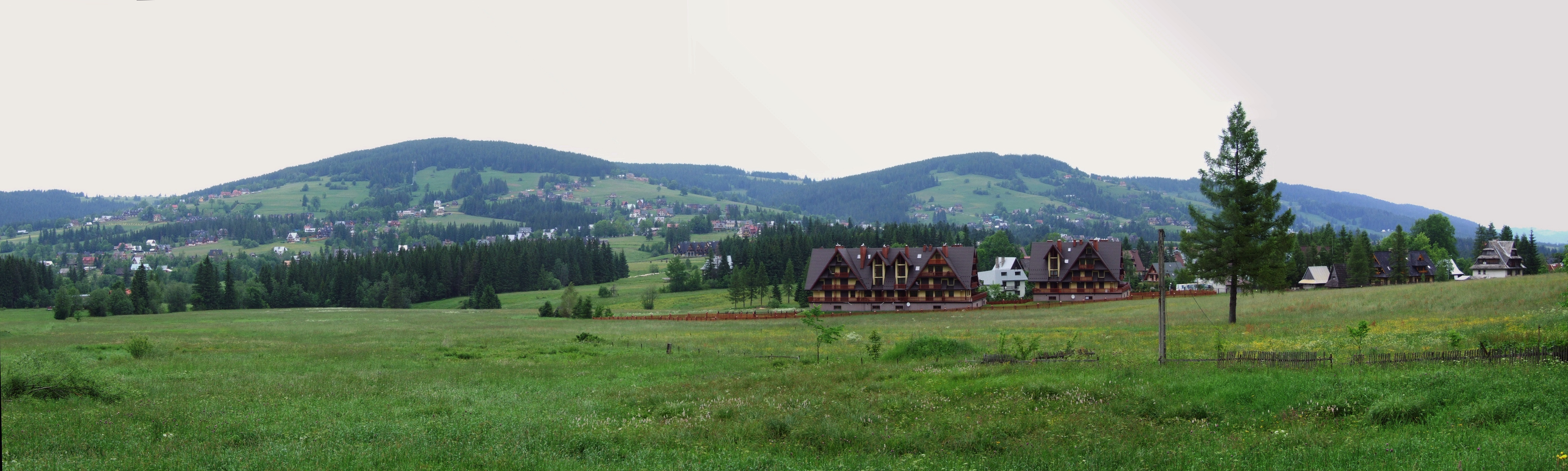
Thung lũng Kościeliska và chân đồi Gubałowski